# Module de relaxation
En rhéologie, le module de relaxation permet de rendre compte de la relaxation de contrainte, la déformation étant maintenue constante.

## Introduction
La contrainte {\displaystyle \sigma } à un temps {\displaystyle t} ne dépend pour un fluide newtonien que du taux de déformation à ce même temps :
{\displaystyle \sigma (t)=\eta \ {\dot {\gamma }}(t)}.
Par contre, pour un fluide viscoélastique, cette même contrainte va dépendre de l'histoire des taux de déformation via le module de relaxation {\displaystyle G(t)} (ou {\displaystyle E(t)}) :
{\displaystyle \sigma (t)=\int _{-\infty }^{t}G(t-t'){\dot {\gamma }}(t')dt'}.
Physiquement, on s'attend à ce que cette fonction tende vers 0 lorsque t tend vers l'infini ; c'est la perte de mémoire des états les plus anciens.
Dans le cadre du modèle de Maxwell, on montre que le module de relaxation {\displaystyle G(t)} vaut :
{\displaystyle G(t)=G_{0}\ e^{-t/\tau }}
où {\displaystyle \tau ={\frac {\eta }{E}}} est le temps de relaxation du modèle de Maxwell.

## Annexe: grandeurs complexes

### Module complexe
Expérimentalement, on applique en DMA des déformations sinusoïdales. On définit une déformation complexe :
{\displaystyle \gamma (t)=\gamma _{0}\ e^{i\omega t}}
ce qui amène à une contrainte complexe :
{\displaystyle \sigma (t)=i\omega \gamma (t)\int _{0}^{\infty }G(x)exp(-i\omega x)dx=G^{*}(t)\gamma (t)}
avec :
{\displaystyle x=t-t'} ;
{\displaystyle G^{*}}, le module de cisaillement complexe. Celui-ci se décompose comme la somme d'une partie réelle et d'une partie imaginaire :
{\displaystyle G^{*}(\omega )=G'(\omega )+iG''(\omega )}
où :
{\displaystyle G'} est le module de conservation ;
{\displaystyle G''} est le module de perte.
Le facteur de perte indique la capacité d'une matière viscoélastique à dissiper de l'énergie mécanique en chaleur. Il est donné par l'équation :
{\displaystyle \tan \delta ={\frac {G''}{G'}}}
où {\displaystyle \delta } est l'angle de phase ou de perte.
Une valeur faible du facteur de perte traduit un comportement élastique marqué : le matériau étant soumis à une sollicitation, la dissipation d'énergie par frottement interne est faible.

### Viscosité complexe
Il est par ailleurs possible de définir une viscosité complexe de la manière suivante :
{\displaystyle \sigma =\eta ^{*}(\omega )\ {\dot {\gamma }}=(\eta '(\omega )-i\eta ''(\omega ))\ {\dot {\gamma }}}
avec :
{\displaystyle \eta '={\frac {G''}{\omega }}}, associée au module de perte,
{\displaystyle \eta ''={\frac {G'}{\omega }}}, associée au module de conservation.